# Les Yeux ouverts (chanson)
Pour les articles homonymes, voir Les Yeux ouverts.
Singles de Enzo Enzo
Pacifico
(1988) Deux minutes de soleil en plus
(1991)
Les Yeux ouverts est une chanson de la chanteuse française Enzo Enzo. C'est l'adaptation en français par Brice Homs et Enzo Enzo de la chanson Dream a Little Dream of Me. Elle est sortie en 1990 comme premier simple de l'album Enzo Enzo, dans lequel la chanson figure comme troisième titre.
Le disque s'est vendu à plus de 75 000 exemplaires. Avec Juste quelqu'un de bien, c'est l'un des plus plus grands succès d'Enzo Enzo,.

## Réception
Une critique du magazine paneuropéen Music & Media a fait l'éloge de la chanson en déclarant : « Gardez les yeux grands ouverts, chante cette chanteuse française. Il vaut mieux aussi garder les oreilles grandes ouvertes en écoutant du jazz cool de ce calibre. ». Dans un article du journal La Croix paru en 2021, il est écrit que « la voix caressante et le phrasé intimiste de la chanteuse faisaient merveille ».
En France, le single est entré à la 49e place du Top 50 le 23 mars 1991, atteignant la 18e place onze semaines plus tard et restant dans le top 50 pendant 15 semaines au total. Il figure pendant cinq semaines consécutives dans le classement European Hot 100 Singles, atteignant la 87e place le 8 juin 1991.

## Liste des pistes
| A. | Les Yeux ouverts       | Gus Kahn, Fabian Andre, Wilbur Schwandt | Körin Ternovtzeff, Brice Homs | 3:23 |
| B. | Chanson confidentielle | François Bréant, Kent Cokenstock        |                               | 3:42 |

| 1. | Les Yeux ouverts       | Kahn, Andre, Schwandt, Ternovtzeff, Homs | 3:23 |
| 2. | Chanson confidentielle | Bréant, Cokenstock                       | 3:42 |
| 3. | 14e Étage              | Ternovtzeff, Jean-François Leroux        | 3:16 |

## Crédits
- Enzo Enzo – chant, adaptation
- Brice Homs – adaptation
- Gus Kahn – paroles
- Fabian Andre, Wilbur Schwandt – musique
- Catherine Steiner – chœurs
- Georges Seba – chœurs
- Marilou Seba – chœurs
- Véronique Lortal – chœurs
- Marc Perier – basse
- Kirt Ruft – batterie
- Jean-Michel Kajdan – guitare
- François Bréant – piano, arrangements, réalisation
- Max Amphoux – producteur délégué (BMG Ariola France)
- Hervé Marignac – réalisation
- Alain Duplantier – photographie

Crédits adaptés du livret de l'album et de la pochette du 45 tours,.

## Classements
| Classement (1991)             | Meilleure position |
| ----------------------------- | ------------------ |
| Europe (European Hot 100)     | 87                 |
| France (SNEP)                 | 18                 |
| France (Radios périphériques) | 4                  |
| Québec (Palmarès francophone) | 44                 |

| Classement (1991) | Position |
| ----------------- | -------- |
| France (SNEP)     | 72       |